# Большая маленькая ложь (роман)
«Большая маленькая ложь» — роман 2014 года, написанный Лианой Мориарти. Он был опубликован в июле 2014 года издательством Penguin Publishing. Роман вошел в список бестселлеров New York Times. В 2015 году он был удостоен премии Давитта.

## История создания
Основным вдохновением для создания этой истории Мориарти послужило прослушанное ею радиоинтервью, в котором женщина рассказала о жестоких отношениях своих родителей. Женщина рассказала, как, даже будучи взрослой, она пряталась под кроватью, чтобы избежать драки родителей. Мориарти в конечном итоге использовала этот эпизод в качестве сцены в книге. Изначально книга представляла собой повествование от первого лица каждого из трёх главных героев, но Мориарти вскоре отказалась от этого, вместо этого вставляя высказывания второстепенных персонажей между частями истории.

## Критика
Книга в целом была хорошо встречена критиками, которые хвалили баланс юмора в книге с более серьёзными проблемами, такими как домашнее насилие. Джанет Маслин из The New York Times писала: «На первый взгляд пушистая книга внезапно соприкасается с порочной реальностью, и это может придать „Большой маленькой лжи“ даже больше силы, у книги „Тайна моего мужа“ [предыдущая книга Мориарти]». Роберта Бернстайн из USA Today дала роману три звезды из четырех, посчитав его «забавным, увлекательным и иногда тревожным». Лия Гринблатт из Entertainment Weekly поставила роману пять звёзд и отметила, что, хотя книга попала в категорию "чиклит", Мориарти по-прежнему предлагала «мудрые, правдивые» идеи. Кэрол Меммотт из Washington Post написала: «Она решительно выступает против домашнего насилия, даже если заставляет нас смеяться над взрослыми, чьи глупые костюмированные вечеринки больше напоминают танцы в средней школе».

## Адаптация
Телевизионный мини-сериал по роману под названием Big Little Lies был снят на канале HBO в Монтерее, штат Калифорния. Сериал получил 8 премий Эмми.
Несмотря на то, что его называли мини-сериалом, HBO объявил в декабре 2017 года, что сериал вернется во второй сезон и будет основан на книге Мориарти.